# Troszkowo
Troszkowo [trɔʂˈkɔvɔ] (tiếng Đức: Klackendorf) là một ngôi làng thuộc khu hành chính của Gmina Bisztynek, thuộc hạt Bartoszycki, Warmińsko-Mazurskie, ở miền bắc Ba Lan. Nó nằm khoảng 22 km (14 mi) phía nam Bartoszyce và 41 km (25 mi) về phía đông bắc của thủ đô khu vực Olsztyn.